# Sóknardalr
Sóknardalr è l'album di debutto della viking metal band norvegese Windir del 1997. 

"Sóknardalr" è l'antico nome norvegese della città natale di Valfar, Sogndal
Valfar scrisse i testi e compose le parti strumentali di tutte le tracce dell'album.

## Tracce
1. Sognariket sine krigarar – 5:35
2. Det som var haukareid – 5:40
3. Mørket sin fyrste – 7:26
4. Sognariket si herskarinne – 4:17
5. I ei krystallnatt – 5:15
6. Røvhaugane – 5:36
7. Likbør – 8:12
8. Sóknardalr – 5:48

## Formazione
- Valfar - voce, chitarra, basso, tastiere
- Steingrim - batteria